# 紹萊
绍莱（法語：Cholet，法語：[ʃɔlɛ] ⓘ），法国西部城市，卢瓦尔河地区大区曼恩-卢瓦尔省的一个市镇，同时也是该省的一个副省会，下辖绍莱区，其市镇面积为87.47平方公里，2022年1月1日时人口数量为54,074人，是该省人口第二多的市镇，在所有法国城市中排名第111位。
绍莱位于曼恩-卢瓦尔省西南部，历史上因纺织业而兴盛，在旺代战争中曾为重要的战场；现代则是一个区域性的中心城市和交通枢纽，因绍莱篮球俱乐部而闻名。

## 地名来源
“绍莱”一名具体来源尚存在争议，其拉丁语形式于中世纪中期被记载。

## 历史

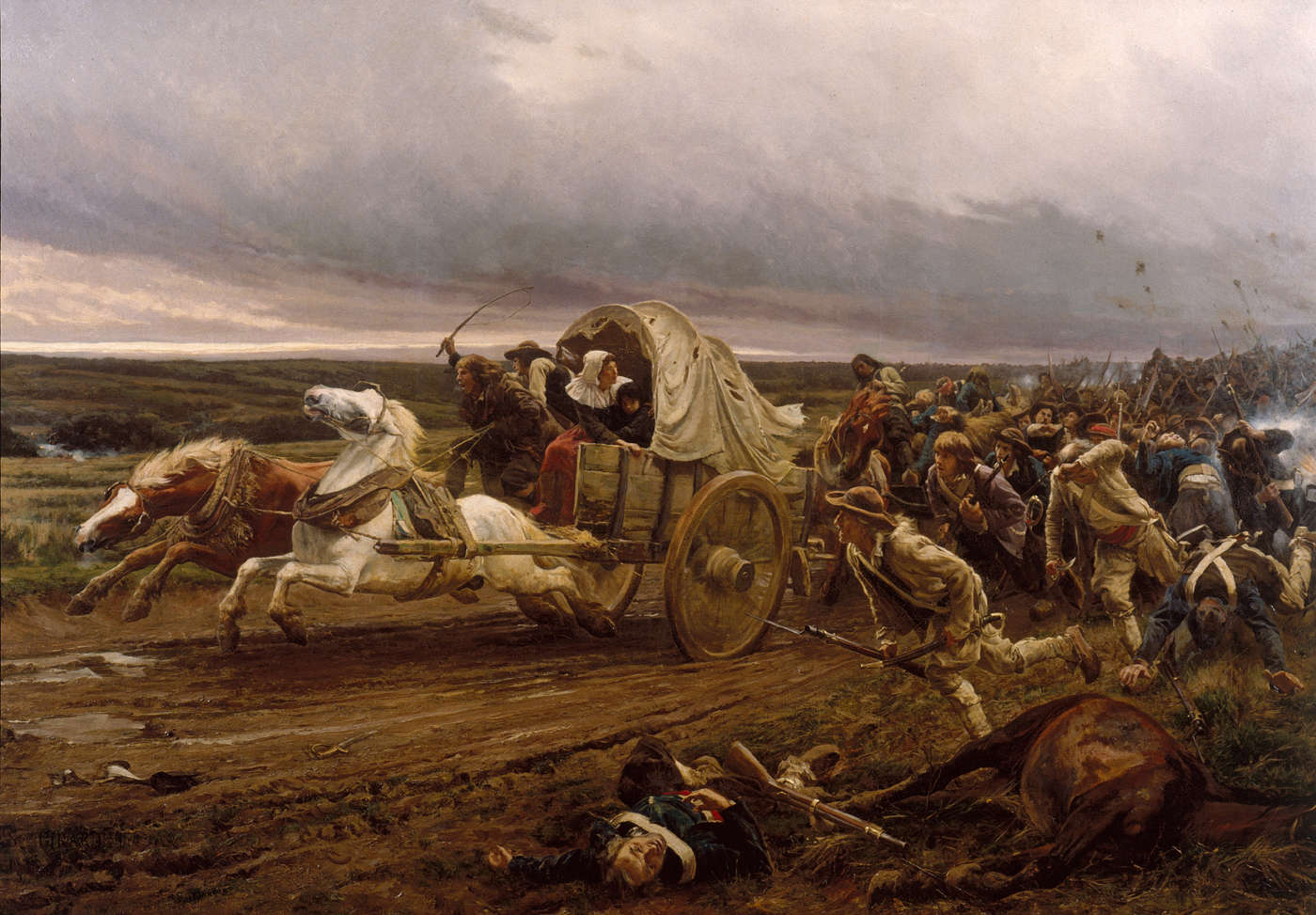
绍莱战役（1793年10月）

绍莱是莫日地区的中心城市，10世纪时安茹伯爵雷诺将莫日划入安茹，此后绍莱长期成为一个区域性中心集镇。18世纪初，绍莱成为一个重要的纺织工业中心，因生产绍莱红方巾而闻名。法国大革命期间，绍莱成为旺代战争的重要战场，保皇派在此地与革命派展开了三次大型战役（1793年3月14日、1793年10月17日和1794年2月8日）。工业革命时期，随着科技的进步，绍莱再次成为重要的纺织工业中心，同时也成为了一个铁路枢纽。1973年9月1日，勒皮圣博内整体合并入绍莱市镇范围。

## 地理

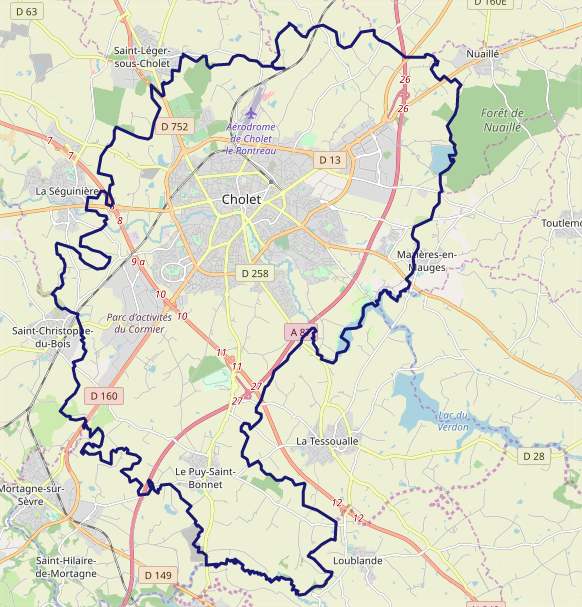
绍莱市镇范围地图

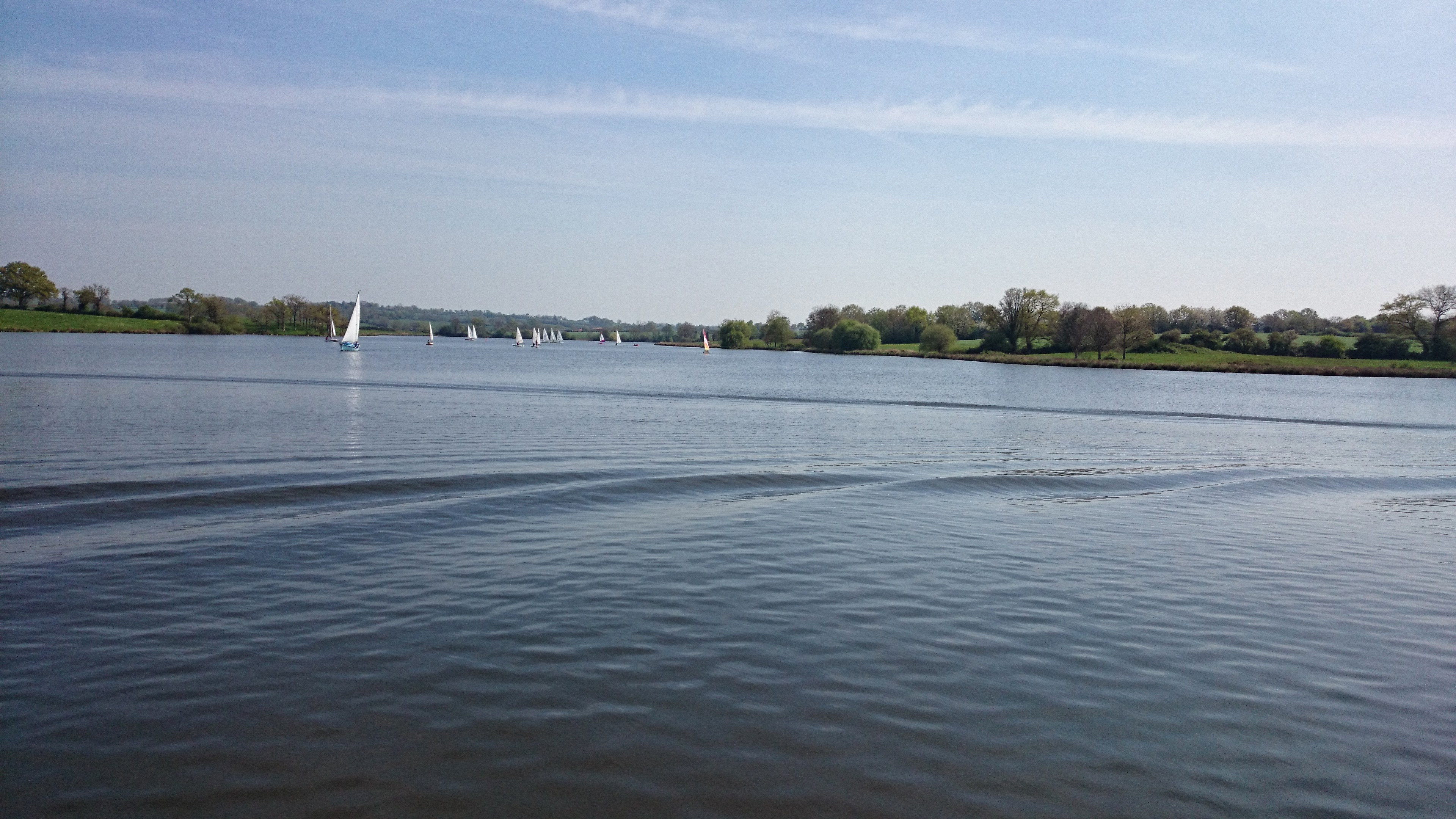
里布湖

绍莱位于法国西部，卢瓦尔河地区大区南部和曼恩-卢瓦尔省西南部，距离省会昂热大约66公里。与绍莱接壤的市镇包括：莫莱夫里耶、埃夫尔河畔勒迈、莫日地区马济耶尔、尼阿耶、圣克里斯托夫-迪布瓦、圣莱热苏绍莱、拉塞吉尼耶尔、拉泰苏阿勒、特雷芒蒂讷、莫莱翁、塞夫尔河畔莫尔塔涅。

### 地形
绍莱位于普瓦图丘陵北麓，境内地势平坦，部分地区略有起伏，全境海拔在63到184米之间。

### 水文
穆瓦讷河自东南向西北流经绍莱市区，属于卢瓦尔河水系。市区附近建有多处大型水域，其中面积较大的包括布瓦雷尼耶湖（étang du Bois-Régnier）、里布湖、莱努湖等。

### 植被
绍莱属于温带落叶林区，市区内的主要林地分布于穆瓦讷河两侧，其余地段则较少分布。

### 气候
绍莱在柯本气候分类法中属于温带海洋性气候，全年温差较小，降水分布相对均匀。
绍莱境内设有气象站，以下为该气象站的数据（其中日照数据取自南特）：
| 绍莱1981年－2019年  | 绍莱1981年－2019年 | 绍莱1981年－2019年 | 绍莱1981年－2019年 | 绍莱1981年－2019年 | 绍莱1981年－2019年 | 绍莱1981年－2019年 | 绍莱1981年－2019年 | 绍莱1981年－2019年 | 绍莱1981年－2019年 | 绍莱1981年－2019年 | 绍莱1981年－2019年 | 绍莱1981年－2019年 | 绍莱1981年－2019年 |
| 月份                | 1月                | 2月                | 3月                | 4月                | 5月                | 6月                | 7月                | 8月                | 9月                | 10月               | 11月               | 12月               | 全年               |
| ------------------- | ------------------ | ------------------ | ------------------ | ------------------ | ------------------ | ------------------ | ------------------ | ------------------ | ------------------ | ------------------ | ------------------ | ------------------ | ------------------ |
| 历史最高温 °C（°F） | 16.9 (62.4)        | 20.3 (68.5)        | 22.9 (73.2)        | 28.3 (82.9)        | 31.1 (88.0)        | 35.9 (96.6)        | 37.4 (99.3)        | 38.4 (101.1)       | 32.4 (90.3)        | 29.7 (85.5)        | 21.7 (71.1)        | 18.2 (64.8)        | 38.4 (101.1)       |
| 平均高温 °C（°F）   | 8 (46)             | 9 (48)             | 12.3 (54.1)        | 15 (59)            | 18.8 (65.8)        | 22.6 (72.7)        | 24.8 (76.6)        | 24.9 (76.8)        | 21.7 (71.1)        | 16.8 (62.2)        | 11.4 (52.5)        | 8.3 (46.9)         | 16.1 (61.0)        |
| 日均气温 °C（°F）   | 5.2 (41.4)         | 5.6 (42.1)         | 8.2 (46.8)         | 10.3 (50.5)        | 14 (57)            | 17.3 (63.1)        | 19.3 (66.7)        | 19.3 (66.7)        | 16.6 (61.9)        | 13 (55)            | 8.3 (46.9)         | 5.5 (41.9)         | 11.9 (53.4)        |
| 平均低温 °C（°F）   | 2.4 (36.3)         | 2.1 (35.8)         | 4 (39)             | 5.6 (42.1)         | 9.2 (48.6)         | 12 (54)            | 13.9 (57.0)        | 13.8 (56.8)        | 11.4 (52.5)        | 9.1 (48.4)         | 5.1 (41.2)         | 2.7 (36.9)         | 7.6 (45.7)         |
| 历史最低温 °C（°F） | −14.6 (5.7)        | −12.9 (8.8)        | −10.2 (13.6)       | −3.6 (25.5)        | −1 (30)            | 3.5 (38.3)         | 5.5 (41.9)         | 4.7 (40.5)         | 2.5 (36.5)         | −3.1 (26.4)        | −7 (19)            | −9.9 (14.2)        | −14.6 (5.7)        |
| 平均降水量 mm（）   | 84.6 (3.33)        | 62.8 (2.47)        | 59.3 (2.33)        | 58.7 (2.31)        | 65.1 (2.56)        | 41.7 (1.64)        | 52.5 (2.07)        | 41.4 (1.63)        | 63 (2.5)           | 83.8 (3.30)        | 81 (3.2)           | 83.6 (3.29)        | 777.5 (30.61)      |
| 月均日照時數        | 73.2               | 97.3               | 141.3              | 169.8              | 189                | 206.5              | 213.7              | 226.8              | 193.8              | 118.2              | 85.8               | 76.1               | 1,791.5            |
| 来源：infoclimat.fr |                    |                    |                    |                    |                    |                    |                    |                    |                    |                    |                    |                    |                    |

## 行政区划
绍莱是法国卢瓦尔河地区大区曼恩-卢瓦尔省的一个市镇，编号为49099，它也是曼恩-卢瓦尔省的一个副省会。绍莱下辖绍莱区，管理绍莱第一县和第二县，同时也是绍莱城市圈公共社区的办公驻地。
法国国家统计与经济研究所（简称）在进行数据统计时，将绍莱和拉塞吉尼耶尔设为绍莱城市核心区，并将包括核心区在内的周边共19个市镇划为绍莱城市区。同时，还将绍莱市镇分为了19个“块区”（IRIS），以便于统计人口分布情况。

## 交通

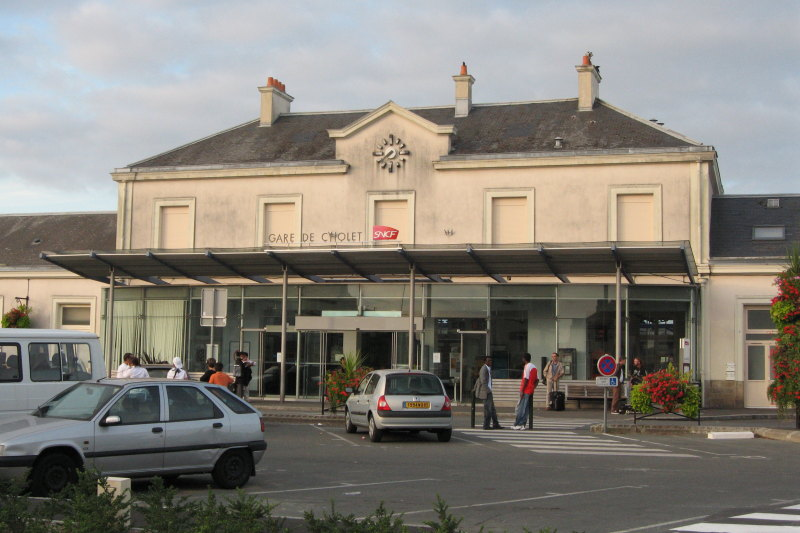
绍莱火车站

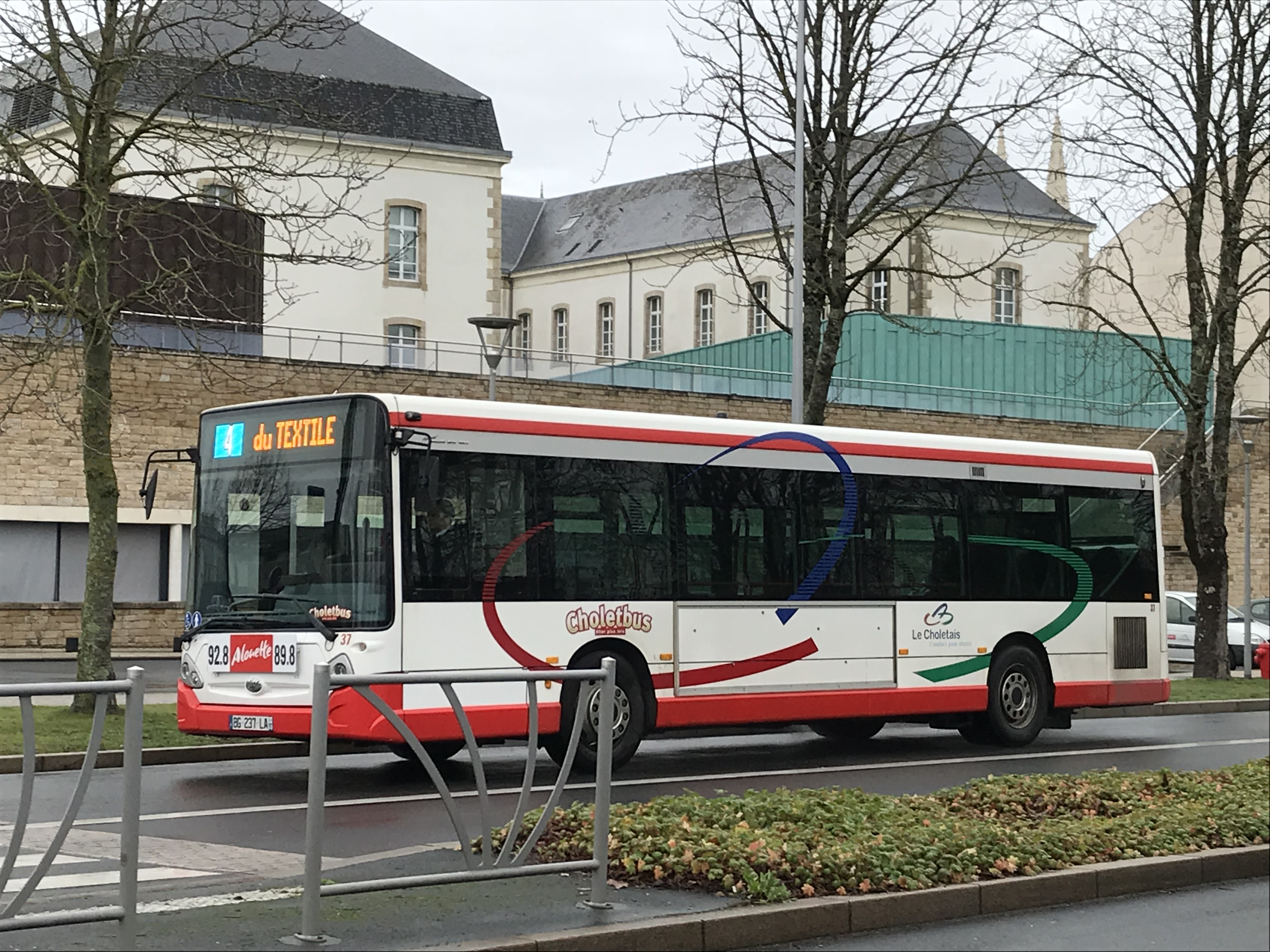
绍莱公交4路

### 公路
法国国家A87号高速公路和法国国道N249线分别从市区东部和西部过境，另有多条曼恩-卢瓦尔省省道在绍莱境内交汇。连接南特和普瓦捷的长途城际巴士途径绍莱，此外还有前往昂热、索米尔、莱塞比耶等地的班车线路。
2016年，78.2%的绍莱家庭拥有至少一辆的私人汽车。同年，绍莱境内共发生各类交通事故46起，造成1人遇难，62人受伤。

### 铁路
绍莱位于克利松－绍莱铁路和拉波索尼耶尔－尼奥尔铁路的交汇处，其中前往尼奥尔方向的铁路已废弃。绍莱站位于市区东北部，该站开行前往南特和昂热方向的区域列车。

### 航空
距离绍莱最近的民用航空站为南特大西洋机场，距离绍莱市中心车程约63公里。

### 城市公共交通
绍莱城市公共交通（商业名称为）是当地的城市公共交通系统，截止2020年8月，该系统共有各类公交线路19条，路网覆盖了市区及周边的主要街区。

## 政治

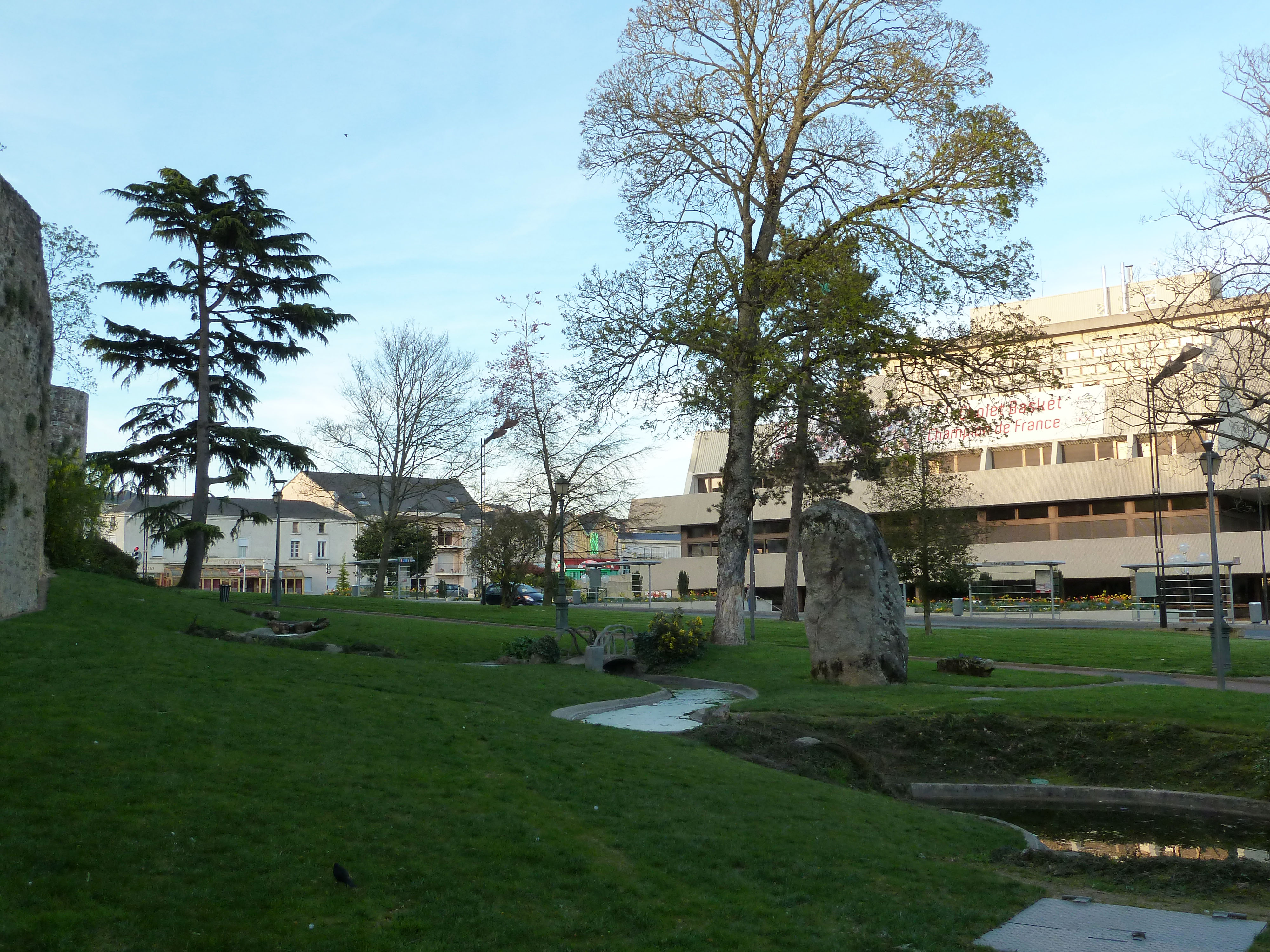
绍莱市政厅花园

绍莱的现任市长为吉勒·布尔杜莱先生，他是一名右翼无党派人士，自1995年起担任市长职务并连续4次连任，在曼恩-卢瓦尔省市政选举的市政选举中获得了53.95%的支持率。
在2017年的法国总统大选中，法国第25任总统埃马纽埃尔·马克龙在绍莱获得了的80.71%支持率。
| 绍莱历届市长   |               |                            |
| 任期           | 市长          | 党派                       |
| 1945年－1947年 | 让·苏拉尔     | 不详                       |
| 1947年－1958年 | 弗朗西斯·布埃 | 不详                       |
| 1958年－1965年 | 乔治·普里塞   | MRP人民共和运动            |
| 1965年－1995年 | 莫里斯·利戈   | CNIP全国独立人士与农民中心 |
| 1995年－       | 吉勒·布尔杜莱 | DVD右翼无党派人士          |

## 人口
2017年，绍莱市镇人口数量为53,917，在法国排名第111位。其中男性25,825人，女性27,893人，75岁及以上人口占9.5%，外籍人口数量为3,636人，人口密度为616人/平方公里，当地居民被称为（男性）或（女性）。2018年，绍莱境内出生547人，死亡人口478人。
| 年份   | 1936   | 1946   | 1954   | 1962   | 1968   | 1975   | 1982   | 1990   | 1999   | 2006   | 2011   | 2016   | 2017   |
| ------ | ------ | ------ | ------ | ------ | ------ | ------ | ------ | ------ | ------ | ------ | ------ | ------ | ------ |
| 人口數 | 23,385 | 26,086 | 29,358 | 36,565 | 41,766 | 52,976 | 55,524 | 55,132 | 54,204 | 54,632 | 54,421 | 53,718 | 53,917 |

## 经济

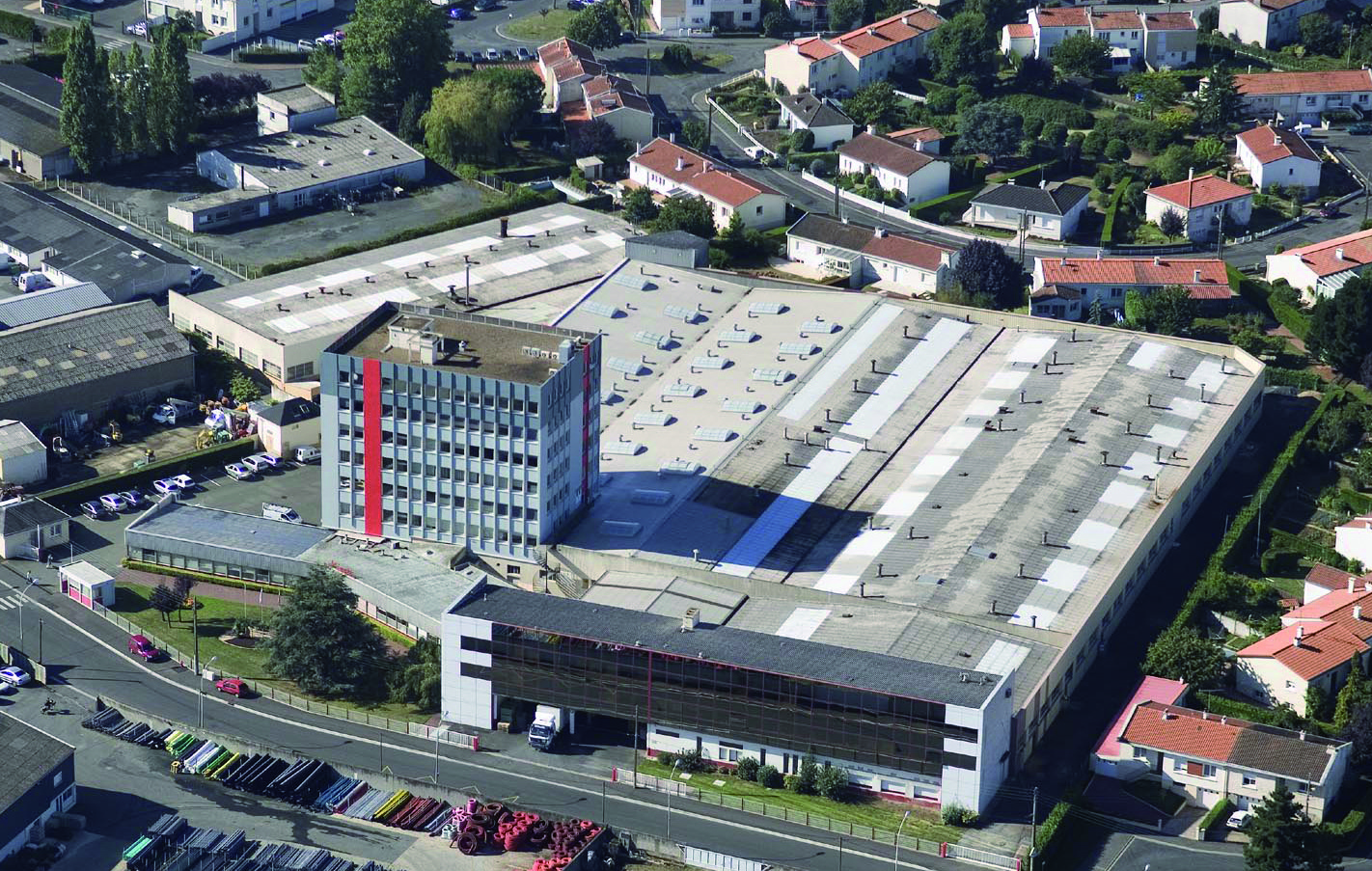
绍莱境内的一处工厂

绍莱是一个区域性的中心城市，当地共有各类用人单位6,758家，平均历史为16年，行政、医疗及社会服务是当地的主要就业岗位类型。

## 财政收入
2018年，绍莱的财政收入总额为49,157,000欧元，财政支出总额为41,827,600欧元，当年的债务总额为54,007,400欧元。
2014年，绍莱的人均收入总额为2,486欧元，其中高职人员为4,191欧元，普通职员为1,821欧元。
2016年，绍莱境内的青壮年（15至64岁）失业率为16.4%，当地41.5%的家庭拥有纳税资格。

## 社会事务

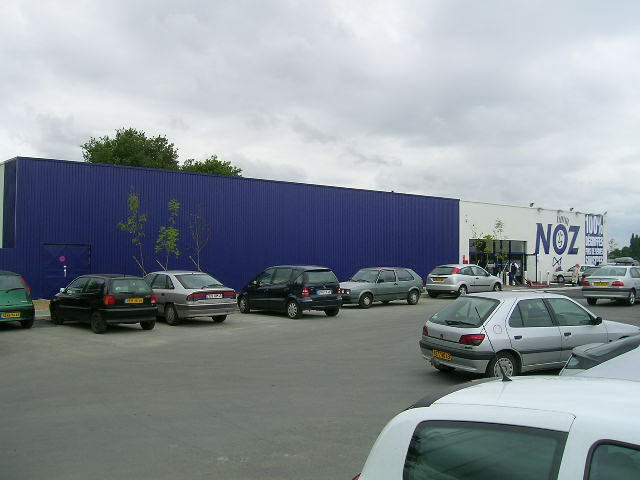
绍莱市区的一处商场

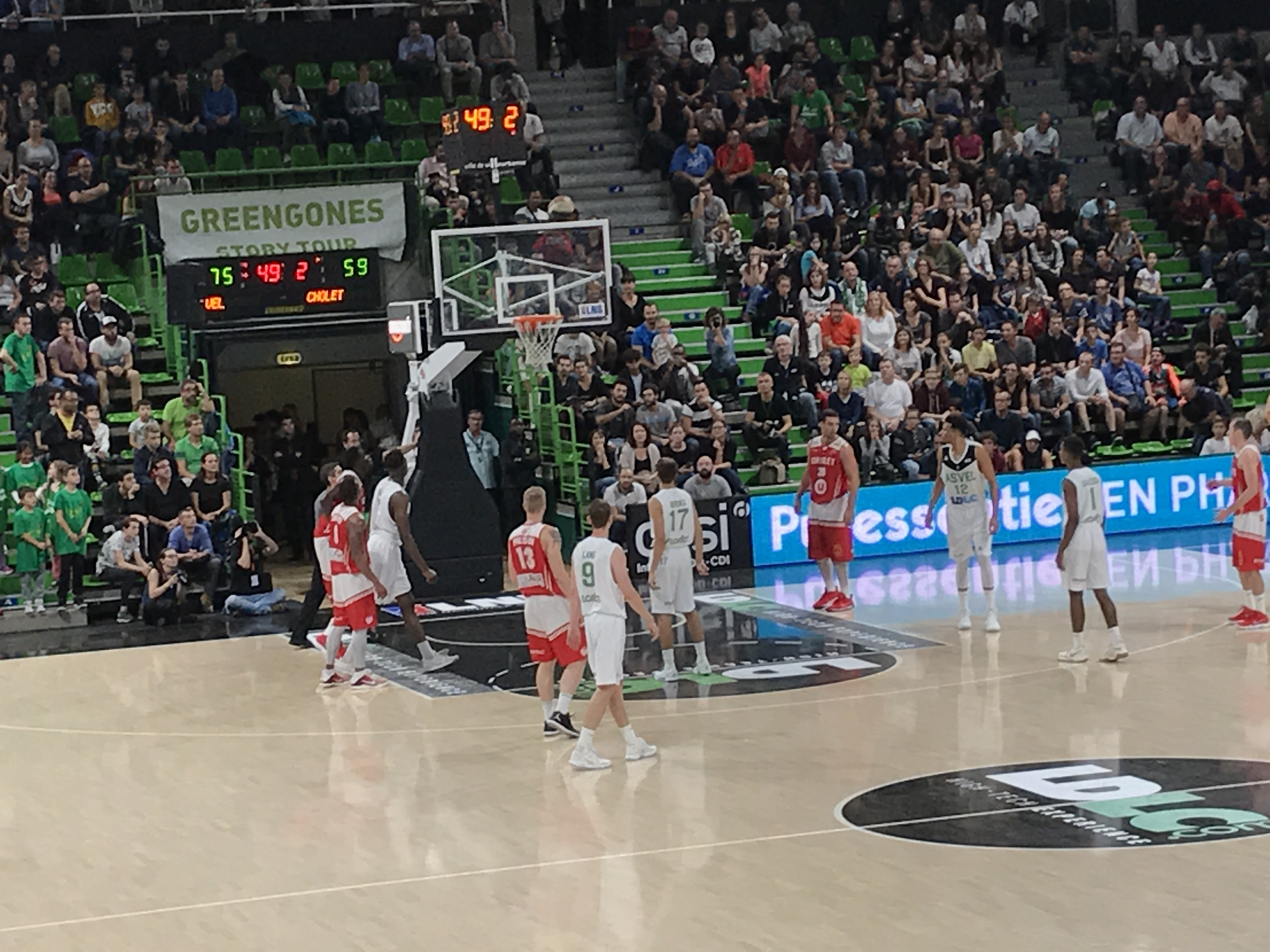
比赛中的绍莱篮球队

### 教育
绍莱属于南特学区。截止2018年1月1日，绍莱境内共有12所幼儿园、23所小学、8所初级中学、4所普通高中、2所农业高中和2所职业高中。 2018至2019学年度，绍莱境内共有在校中小学生8,034名。
在高等教育方面，绍莱音乐学院成立于2004年，是当地的一个非学历制艺术学校。

### 医疗
截止2018年1月1日，绍莱境内共有全科医生53名、保健师50名、牙医48名、护士34名、耳科医生4名、眼科医生11名、皮肤科医生6名、助产士10名、儿科医生3名和妇科医生7名。境内共有药房18家、养老院10家、残疾人帮扶中心8家。
绍莱中心医院（Centre Hospitalier de Cholet）位于绍莱市区，设有床位853个，是当地规模最大的公立综合性医院。

### 住房
2016年，绍莱境内共有各类住房27,302套，其中92%为常住房屋。集中式居民区主要分布在市区西南部。

### 商业
2017年，绍莱境内共有各类商铺3,110家，其中餐饮服务类1,253家。市区东北部和西南部均建有大型开放式商业街区。

### 体育
2018年，绍莱境内共有3家游泳池、23间健身房、9座综合体育场、24处网球场、4处马术场、20处足球或橄榄球场、12处篮球或排球场以及2处高尔夫球场。
绍莱因篮球运动而闻名，绍莱篮球俱乐部成立于1975年，于2010年获得法国篮球联赛的总冠军。法国篮球运动员迈克尔·格拉贝尔、安托万·里戈多等曾效力于此。
绍莱体育俱乐部是当地的一支足球队，成立于1913年，2020至2021赛季参加法国全国联赛（法丙），其主场让·布安多功能球场（Stade Omnisports Jean Bouin）可同时容纳观众超过8千名，是当地规模最大的体育设施。

### 环境
绍莱的环境事务由其所属的公共社区负责。2017年，绍莱境内共有5家污染企业。

### 治安
2014年，绍莱及附近地区共发生各类案件2,871起，其中盗窃类案件1,682起，经济类案件408起，毒品交易类案件125起。

## 文化
2018年，绍莱境内共有2个剧场、1个电影院、2个博物馆和1个音乐厅。绍莱市政府提供多媒体中心，向公众全年开放。卢瓦尔河地区大区剧团总部亦设于绍莱。

### 建筑
绍莱境内有多处法国国家文物保护单位，其中绍莱圣心教堂、盐堡塔等为当地的代表性建筑物。

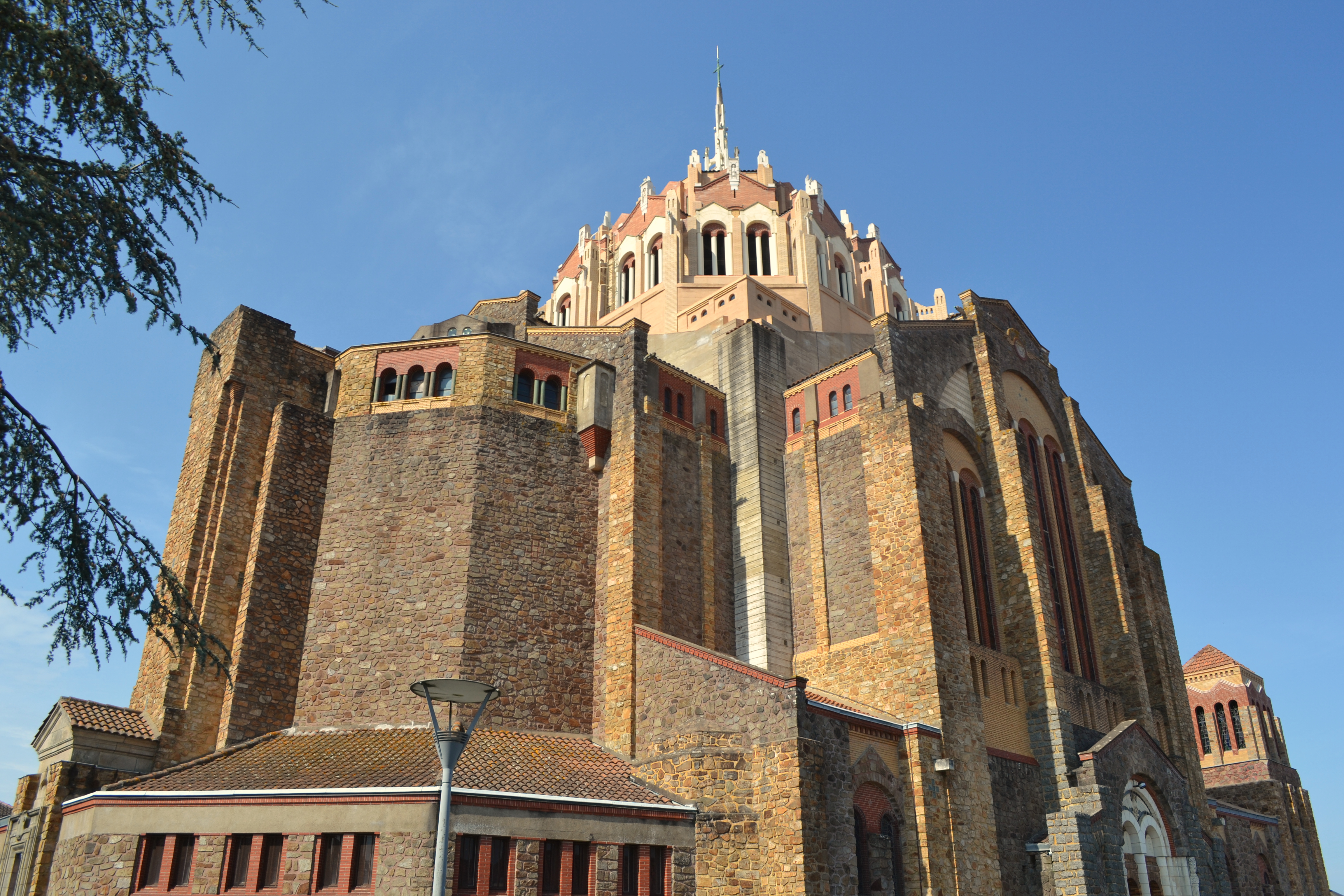
圣心教堂
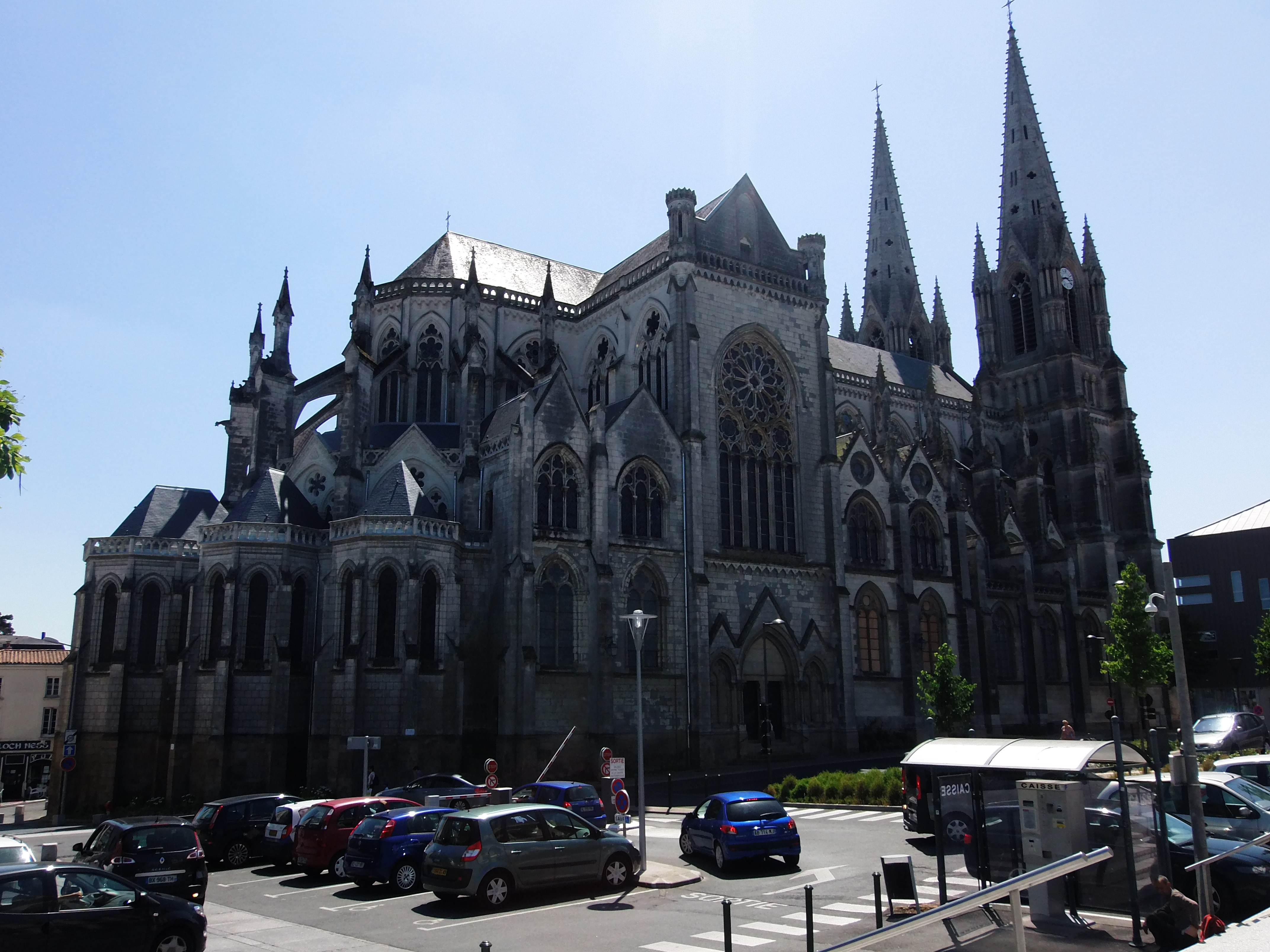
圣母教堂
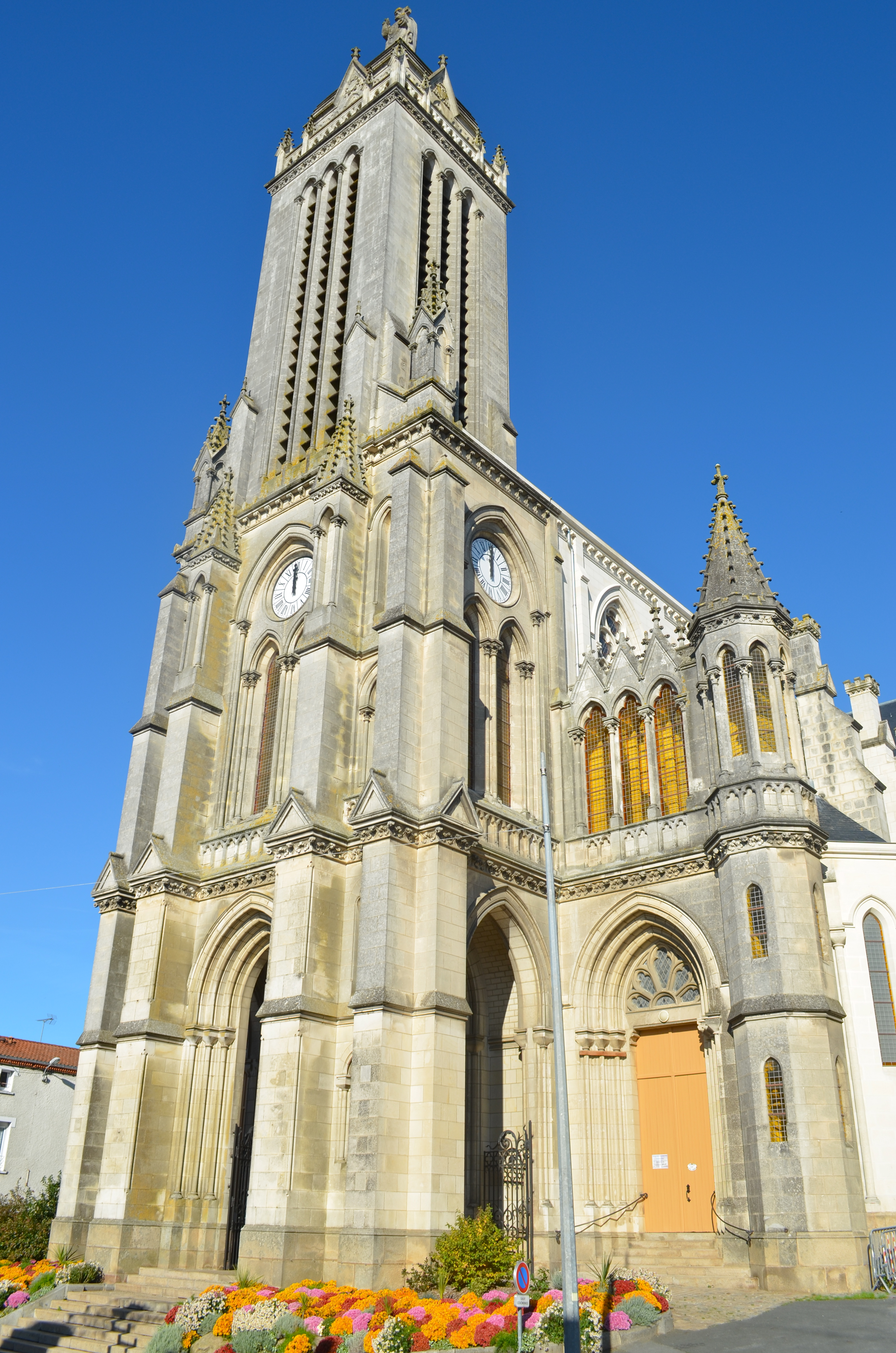
圣伯多禄教堂
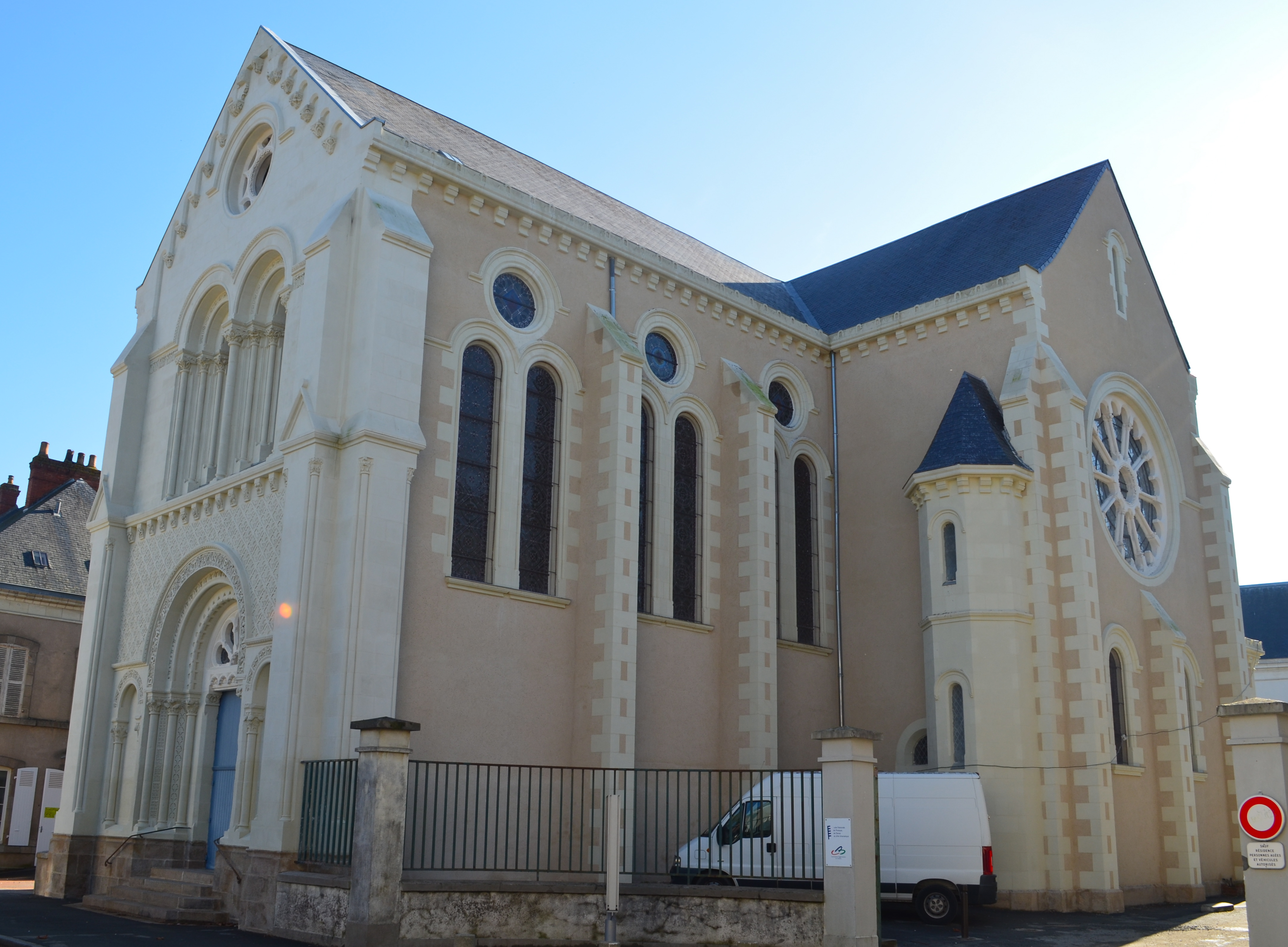
圣路易教堂
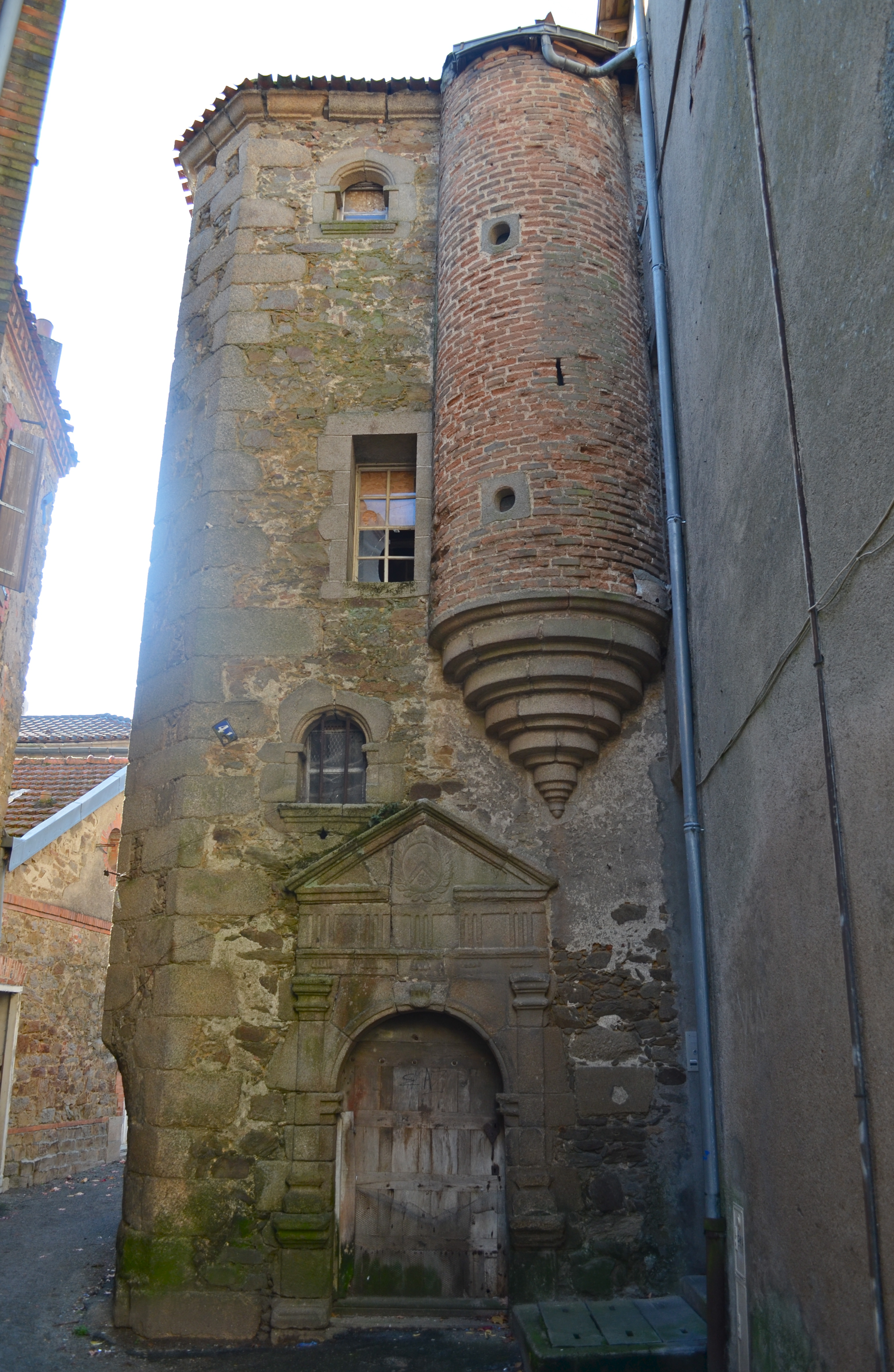
盐堡塔
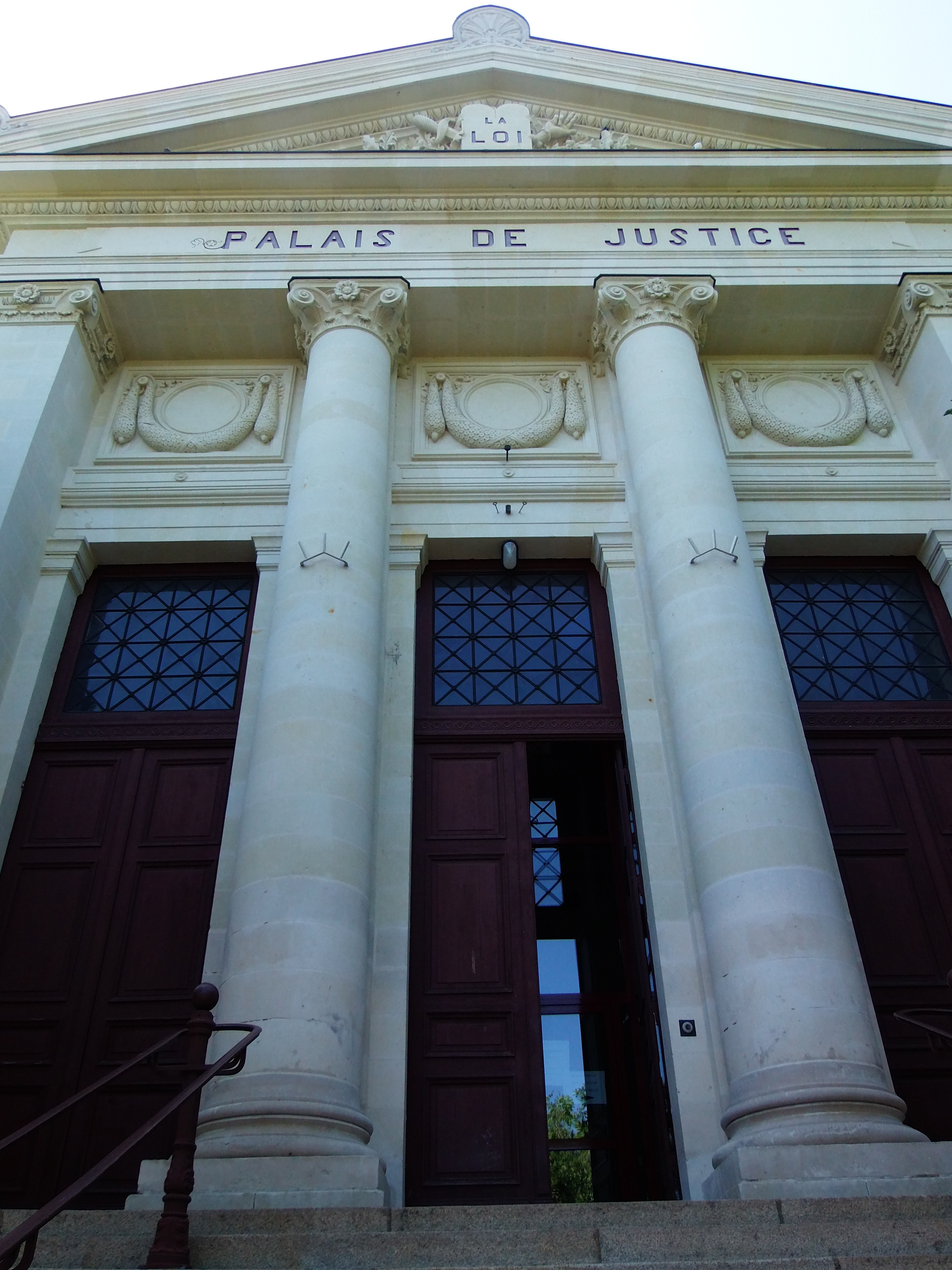
审判法院
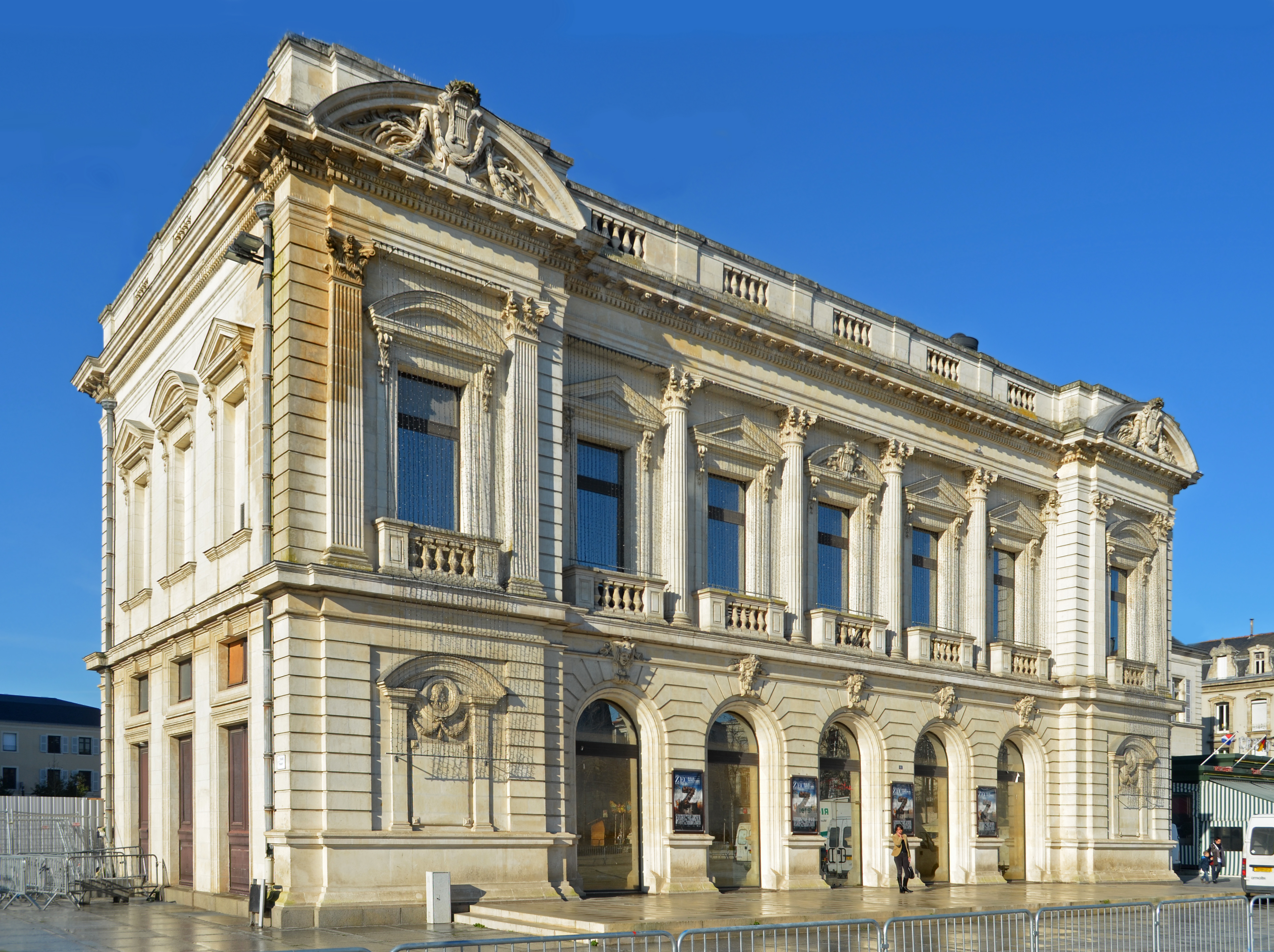
市政大剧场

### 旅游
绍莱的旅游事务由当地公共社区负责管理。2020年，绍莱境内共有18个宾馆共计770间房间，另有1个露营地，可容纳共282辆露营车。

### 媒体
法国主要的媒体均可在绍莱接收，法国电视三台下属的卢瓦尔河地区大区频道在部分时段播出绍莱所属区域的地方新闻。
绍莱地方电视台成立于1995年，是当地重要的地方性综合媒体，其节目覆盖了绍莱附近大部分地区，通过光纤可在全法国范围内接收。

## 相关人物
法国植物学家费尔南·加缪、画家弗朗索瓦·莫雷莱、自行车运动员塞巴斯蒂安·迪雷、前足球运动员让-克洛德·叙奥多和夏尔·德维诺出生于绍莱。现任圣艾蒂安市长加埃尔·佩德里奥先生亦出生于绍莱。

## 友好城市
截至2020年8月，绍莱共与4座城市互为友好城市关系。
- 德国 奥尔登堡
- 西班牙 德尼亚
- 英格兰 索利赫爾
- 羅馬尼亞 多羅霍伊